# 건국유업
건국유업·건국햄은 1964년 국내 축산업의 메카라 할 수 있는 60년 전통의 건국대학교 축산대학을 모태로 설립되었다. 국내 유가공 및 육가공산업의 발전과 함께 지난 반세기 동안 수익금 전액을 장학금으로 출연하며 대한민국의 인재 육성을 위한 비영리 대학 법인 기업으로서의 사회적 소임을 다하고 있다.
또한, 사회 공헌 활동을 통해 지역 사회 발전에 이바지하는 ‘나눔 경영’의 실천과 함께 이윤보다는 품질이 먼저, 고객이 먼저라는 자세로 ‘품질경영’과 ‘투명경영’에 최선의 노력을 다하고 있다. 이러한 노력의 결과로 건국유업 전 생산 제품에 대한 ‘HACCP(식품위해요소중점관리기준)’ 인증과 ‘FSSC22000(국제식품안전경영시스템)’ 인증을 받는 성과를 이루어 냈다.
지속적인 성장과 발전을 위해 기존 유가공 및 육가공 사업을 기반으로 건강기능식품 사업, 외식 사업, 반려 사업 등을 중점 육성함과 동시에 수익성 다변화를 위한 신규 사업을 지속해서 발굴하여 이를 기반으로‘ 종합식품 및 식음서비스 전문 기업 ’으로의 성장을 목표로 하고 있다.

## 연혁
- 1964년 9월 건국대학교 축산대학 우유 실습장 설립
- 1965년 1월 무균질 저온살균 병우유 생산
- 1966년 12월 건국 축산식품 설립(건국햄 태동)
- 1984년 3월 카톤팩 우유 생산
- 1999년 3월 충북 음성 신공장 완공

- 2006년 2월 레스티오 Cafe 직영 1호점 오픈(건대 산학협동관점 - Brunch Cafe)
- 2006년 3월 건국유업, 건국햄 통합(정관 개정) (社名:(학) 건국대학교 건국유업·건국햄)
- 2010년 3월 유업계 최초 ISO22000(국제 식품안전경영시스템) 인증 - 영국 Lloy's 인증원
- 2010년 12월 환경보호 활동 부문 'ECO-friendly 기업상' 수상(대한주부클럽연합회 & 에너지관리공단)
- 2011년 7월 노사문화 우수기업 선정(고용노동부), 축산물 HACCP 운용 우수작업장 선정(축산물안전관리인증원)
- 2011년 12월 건국우유 중국 수출

- 2016년 2월 FSSC22000(국제 식품안전경영시스템) 인증 - 프랑스 BureauVeritas인증원
- 2017년 10월 저온살균우유 국내 최초 HACCP 획득
- 2020년 8월 건국대학교 내 산학협력 강화를 위한 건국유업 햄 중앙연구소 설립
- 2022년 4월 건국대학교 수의학 클러스터와 공동 개발한 반려동물 영양제 LAB Solution 3종 (눈 관절 피부) 출시

## 주요 제품
건국우유는 우유, 발효유, 두유/음료, 기타 유제품, 건강기능식품, 펫 푸드, 건국햄 등을 생산하며 다양한 라인업을 갖추고 있다.

## 우유
건국우유는 1964년 건국대 축산대학 실습장 내 우유 가공장을 시초로 설립된 건대목장을 보유하고 있다.
현재까지 건국대 교수진, 수의사 등 전문 인력과 함께 소의 건강, 사양관리, 우유의 품질 개선을 위해 60여 년간 연구를 지속하며 목장을 직접 운영하고 있다.
무항생제 인증 목장 원유를 사용하며 저온살균 공법을 적용한 ‘THE 밀크’, 무항생제 인증 목장 원유 100%로 만든 ‘순한목장 첫 우유‘ 등의 프리미엄 우유부터 국내산 1A 원유 100%의 진하고 고소한 오리지널 ‘건국우유’, 신선한 목장의 국내산 원유를 상온에서도 간편하게 섭취할 수 있는 ‘멸균우유＇등 다양한 라인업이 있다.

[주요 제품군]
- 프리미엄 : THE 밀크, 닥터유, 순한목장 첫 우유, 강원 청정목장 유기농 우유, 강원 청정목장 유기농 우유 저지방
- 백색 시유 : 건국우유, 건국우유 저지방, 고칼슘 우유 아카데미 플러스, 오메가 수 비타민, 헬스플러스 저지방&칼슘, 헬스플러스 무지방&칼슘, 아이밀크 꼬끼우, 소화흡수가 편한 락토프리 우유
- 가공우유 : 다크 초코렛 우유, 딸기 과즙 우유, 검은콩과 발아곡물
- 멸균우유 : 착한목장 무항생제 우유, 착한목장 소화가 잘 되는 우유, 건국 멸균우유

## 발효유
건국우유의 발효유는 건강을 생각한 원료와 무항생제 전용 목장의 원유를 사용했다. 현대인의 건강을 생각하여 건국대학교 특허 유산균(KU-LK21)을 함유한 프리미엄 기능성 발효유인 ‘Dr. 위, Dr. 칸’부터 장 건강에 도움을 줄 수 있다고 알려진 프로바이오틱스가 들어간 기능성 요구르트 ‘장앤미’, 깊고 풍부한 맛의 떠먹는 요구르트 ‘하이요‘ 등의 라인업이 있다.

[주요 제품군]
- 프리미엄 요구르트 : Dr. 위, Dr. 칸
- 기능성 요구르트 : 장앤미 아사이베리, 장앤미 사과, 건국 프로바이오틱
- 기타 요구르트 : 닥터 키즈, 건국 요구르트
- 농후발효유 : 건국 하이요(플레인/저지방), 하이요 플레인, 하이요 딸기, 건국 하이요 프로바이오틱

## 두유/음료
건국 두유는 식품 안전을 최우선으로 생각하며 HACCP 인증을 받은 시설에서 철저한 관리 아래 안전하게 생산하고 있다. 또한, 생명과학 및 식품공학 전문가들로 구성된 건국대학교 KU식품안전건강연구소의 협력을 통해 체계적인 품질 관리를 실현하고 있다.
건국 두유는 건국대 특허·열처리 유산균으로 현대인의 건강을 생각한 ＇호두·아몬드 두유, 고칼슘 두유, 검은콩 두유, 비타민 두유' 등 두유 4종의 라인업이 있으며 원액 두유 90% 이상의 진한 두유로 고소한 맛을 느낄 수 있다.
또한, 현대인의 부족한 야채 과일 섭취량을 생각해 엄선한 100% 유기농 야채과일로 만든 프리미엄 과채주스인 '유기농 야채 레드, 유기농 야채 퍼플', 달콤한 사과과즙이 들어있는 깔끔하고 신선한 과채음료인 '건국 애플러스' 등 과채주스 라인업이 있다.
특히 프리미엄 라인인 KU건국농장 국산콩두유는 매년 실험실습 및 학술연구 지원을 위해 운영해 온 건국대 농장(KU FARM)이 풍부한 일조량과 기름진 흙으로 이름난 고장 충주에서 '종자 선정, 파종, 재배 방식, 영양공급, 수확 방식' 등 전 분야를 관리하며 직접 심고 정성껏 재배한 서리태(해콩)으로 만든 콩물처럼 진한 프리미엄 두유이다

[주요 제품군]
- 두유 : KU건국농장 국산콩두유, 건국 호두·아몬드 두유, 건국 검은콩 두유, 건국 고칼슘 두유, 건국 비타민 두유, 건국 약콩 두유, 건국 무첨가 두유
- 과채 음료 : 유기농 야채 레드/퍼플, 건국 애플러스

## 기타 유제품
기타 유제품에는 신선한 국산 원유를 농축해 만든 튜브 타입의 가당연유인 '건국 연유', 신선한 국산 원유로 만들어 부드럽고 촉촉한 순수한 유크림 100%의 '건국 생크림', 자연산 치즈 100%의 '건국치즈(모짜렐라, 레드체다, 고다치즈)' 등의 라인업이 있다.

[주요 제품군]
- 연유/생크림 : 건국 연유, 건국 생크림
- 치즈 : 건국 치즈, 레드체다 치즈, 고다 치즈

## 건강기능식품
건국유업은 건국대학교와 산학협력을 통해 꾸준히 건강기능식품을 개발하고 있다. 유산균 제품부터 홍삼 제품까지 다양한 건강식품의 개발 및 판매를 통해 국민 건강에 기여하고 있다.
온 가족 면역력을 생각해 100% 국산 6년근 홍삼농축액으로 만든 'KU홍삼眞 홍삼로얄', 'KU홍삼眞 홍삼패밀리 '부터 온 가족 장 건강 관리를 위한 살아있는 생 유산균인 '건국 우리가족 프로바이오틱스' 등의 라인업이 있다.

[주요 제품군]
- 홍삼농축액 : KU홍삼眞 홍삼로얄, KU홍삼眞 홍삼패밀리
- 유산균 : 건국 우리가족 프로바이오틱스
- 영양제 : 건국유업 관절건강 MSM 2000

## 펫 푸드
고품질 원유를 사용한 펫 밀크 제품의 출시를 시작으로 펫 영양제, 펫 간식 등 다양한 펫 푸드 제품을 출시하고 있다. 특히 국내 최고 수준의 건국대학교 수의과대학과 산학협력 및 연구개발을 통해 펫 전문 브랜드 'LAB Solution'을 런칭했다.
건국대학교 수의학 클러스터의 연구 및 개발을 통해 만든 건국대 특허 유산균이 첨가된 기능성 펫 영양제인 '랩 솔루션 눈/관절/피부'와 스틱 형태의 프리미엄 펫 간식인 '짜먹는 펫 밀크, 펫 치즈, 펫 유산균'등의 라인업이 있다.

[주요 제품군]
- 펫 영양제 : 랩솔루션 강아지 눈/관절/피부 영양제
- 펫 간식 : 짜먹는 펫 밀크/펫 치즈/펫 유산균, 닥터케이 사슴/말/칠면조 고기, 닥터케이 펫 밀크

## 건국햄
1996년 건국대학교 축산대학 육가공 실습장을 기반으로 한 '건국햄' 브랜드를 런칭하여 현재까지 100% 순수 국내산 돈육을 사용한 프리미엄 햄 제품을 선보이고 있다. 특히 육가공품의 본고장 독일에서 인증받은 전문 마이스터의 기술력을 바탕으로 차별화된 고급 햄 세트를 판매하고 있다.
엄선된 국내산 돈육 100%를 사용하며 3無 첨가(착색제, 합성 착향료, 수입육 무첨가), 정통 독일식 레시피와 훈연 방법으로 정통의 맛을 그대로 재현한 '전통 독일식 프리미엄 수제햄'과 ‘캔햄’이 있다.

[주요 제품군]
- 수제햄 : 건국햄 KU 특호/성/신/의/화 독일식 수제햄 선물세트
- 캔햄 : KU 쿠팸 선물세트

## 기타 사업
건국대학교 내에 위치한 F&B 사업인 ’레스티오’, 건강기능식품 전문 매장 ’헬스앤미’를 통해 교직원, 학생 등을 대상으로 건국유업의 신선한 유제품을 활용한 다양한 커피 및 음료를 판매하고 있으며 베이커리, 건강기능식품, 햄, 두유 선물 세트 등을 판매하고 있다.

## 수출
베트남과 미국 시장에 우유 및 두유 제품을 수출하며 해외 지역 마트를 중심으로 판매하며 신규 사업을 확장해 나가고 있다.

## 수상 경력
- 2010.03 유업계 최초 ISO22000(국제 식품안전 경영시스템) 인증 - 영국 Lloy's
- 2010.12 환경보호 활동 부문 'ECO-friendly 기업상' 수상(대한주부클럽연합회 & 에너지관리공단)
- 2011.05 롯데슈퍼 최우수 협력업체 대상 수상
- 2011.07 노사문화 우수기업 선정(고용노동부)
- 2011.07 축산물 HACCP 운용 우수작업장 선정(축산물안전관리인증원)
- 2015.11 축산물 안전관리 공로상 수상(식품의약품안전처)
- 2016.02 FSSC22000(국제 식품안전경영시스템) 인증 - 프랑스 BureauVeritas인증원
- 2020.12 여성가족부 주관 가족친화 우수기업 인증(연속 3회)

## OEM
쿠팡 PB(곰곰) 중 ‘곰곰 신선한 1A우유’, ‘곰곰 신선한 저지방 우유’, ‘곰곰 편안하게 소화되는 신선한 우유’, ‘곰곰 저온살균우유‘, 등을 건국유업에서 위탁 생산하고 있다.
롯데 PB(오늘좋은) 중 ‘오늘좋은 1등급 우유‘, ‘오늘좋은 1A우유‘, ‘오늘좋은 1A등급저지방우유‘, ‘오늘좋은 저지방우유’, ‘오늘좋은 소화가 편한우유‘, ‘오늘좋은 비피더스 요구르트’ 등을 건국유업에서 위탁 생산하고 있다.
이마트의 PB(생활의딜) 중 ‘생활의딜 신선한 우유‘, ‘생활의딜 소화가 편한우유‘ ‘생활의딜 요거트＇와 공차 코리아의 ‘티마스터 우유’를 건국유업에서 위탁 생산하고 있다.

## 홍보 영상
2023년에는 건국대 농구부와 연계하여 만화 슬램덩크에 나오는 빨간 머리 강백호를 닮은 건국대 농구스타인 ‘최승빈 선수’를 모델로 바이럴 영상을 촬영하기도 했다.

## 공장 현황
- 음성공장- 충청북도 음성군 대소면 대풍산단로 197

## 같이 보기
- 건국대학교